# Kleingebiet Bicske
Das Kleingebiet Bicske (ungarisch Bicskei kistérség) war bis Ende 2012 eine ungarische Verwaltungseinheit (LAU 1) innerhalb des Komitats Fejér in Mitteltransdanubien. Im Zuge der Verwaltungsreform von 2013 ging es mit 14 Ortschaften in den nachfolgenden Kreis Bicske (ungarisch Bicskei járás) über, die Gemeinden Kajászó und Vál wurden dem Kreis Martonvásár (ungarisch Martonvásári járás) und die Gemeinde Gánt dem Kreis Székesfehérvár (ungarisch Székesfehérvári járás) zugeordnet.
Im Kleingebiet Bicske lebten Ende 2012 auf einer Fläche von 618,73 km² 37.888 Einwohner. Der Verwaltungssitz war die einzige Stadt, Bicske (11.813 Ew.).

## Ortschaften
Csákvar war eine Großgemeinde (ungarisch nagyközség) mit 5.197 Einwohnern. Die folgenden 17 Ortschaften gehörten zum Kleingebiet Bicske.
| Alcsútdoboz | Bicske       | Bodmér | Csabdi  | Csákvár |
| Etyek       | Felcsút      | Gánt   | Kajászó | Mány    |
| Óbarok      | Szár         | Tabajd | Újbarok | Vál     |
| Vértesacsa  | Vértesboglár |        |         |         |